# Aldabranas cabri
Aldabranas cabri är en utdöd fågel i familjen änder inom ordningen andfåglar. Den beskrevs 1978 utifrån fossila lämningar från sen pleistocen funna på atollen Aldabra i Indiska oceanen.